# تلویزیون تمدن
تلویزیون تمدّن یکی از شبکه‌های تلویزیونی خصوصی افغانستان است. این شبکه  در سال ۱۳۸۵ هجری شمسی توسط آیت الله محمد آصف محسنی یکی از رهبران مذهبی اهل تشیع افغانستان تأسیس شده‌است که ریاست آن را نوه بزرگ او محمد جواد محسنی بر عهده دارد. 

## پوشش
برنامه‌های این شبکه هم اینک از طریق ماهوارهٔ yahsat در افغانستان و آسیای میانه پخش می‌شود. همچنین این شبکه توسط فرستنده‌های زمینی در شهرهای مختلف افغانستان قابل دریافت است.

## برنامه‌ها
این شبکه اولین تلویزیون دینی در افغانستان است که در برنامه‌های خود موازین اسلام را رعایت می کند. مردان آنجلس، شب دهم، معصومیت از دست رفته، طفلان مسلم و یوسف پیامبر، از جمله محصولات مذهبی ساخت کشور ایران است که در این شبکه تلویزیونی به نمایش درآمدند. علاوه بر پخش فیلم و سریال که البته با روی کار آمدن طالبان در افغانستان، روند پخش آن متوقف شد، شبکه تمدن به بررسی آخرین اخبار و تحولات افغانستان و جهان نیز پرداخته و برنامه های مختلفی از جمله در حوزه کودک و نوجوان، گفتمان های سیاسی، اخبار و غیره را پخش میکند.